# Critzum
Critzum im Rheiderland ist eine Ortschaft in der Gemeinde Jemgum im niedersächsischen Landkreis Leer in Ostfriesland.

## Geschichte
Critzum ist ein kreisrundes Warftdorf und wurde etwa um Christi Geburt an der Ems gegründet. Die evangelisch-reformierte Critzumer Kirche ist als Wehrkirche im Zentrum des Dorfes noch heute teilweise von einem breiten Graben umgeben. Critzum gehört seit der Gemeindereform, die am 1. Januar 1973 in Kraft trat, zur Gemeinde Jemgum. Es hat 158 Einwohner und eine Fläche von 6,97 Quadratkilometer. Das Dorf zwischen Midlum und Hatzum ist stark von der Landwirtschaft geprägt.